# Anastasia Davydova
Anastasia Davydova (em russo:  Анастасия Семёновна Давыдова; Moscou, 2 de fevereiro de 1983) é uma competidora russa de nado sincronizado e bicampeã olímpica.
As medalhas de ouro foram alcançadas nos Jogos Olímpicos de 2004 em Atenas, 2008 em Pequim e 2012 em Londres nas modalidades de duetos, com Anastasia Ermakova, e por equipes.